# Perchtoldsdorf (hrad)

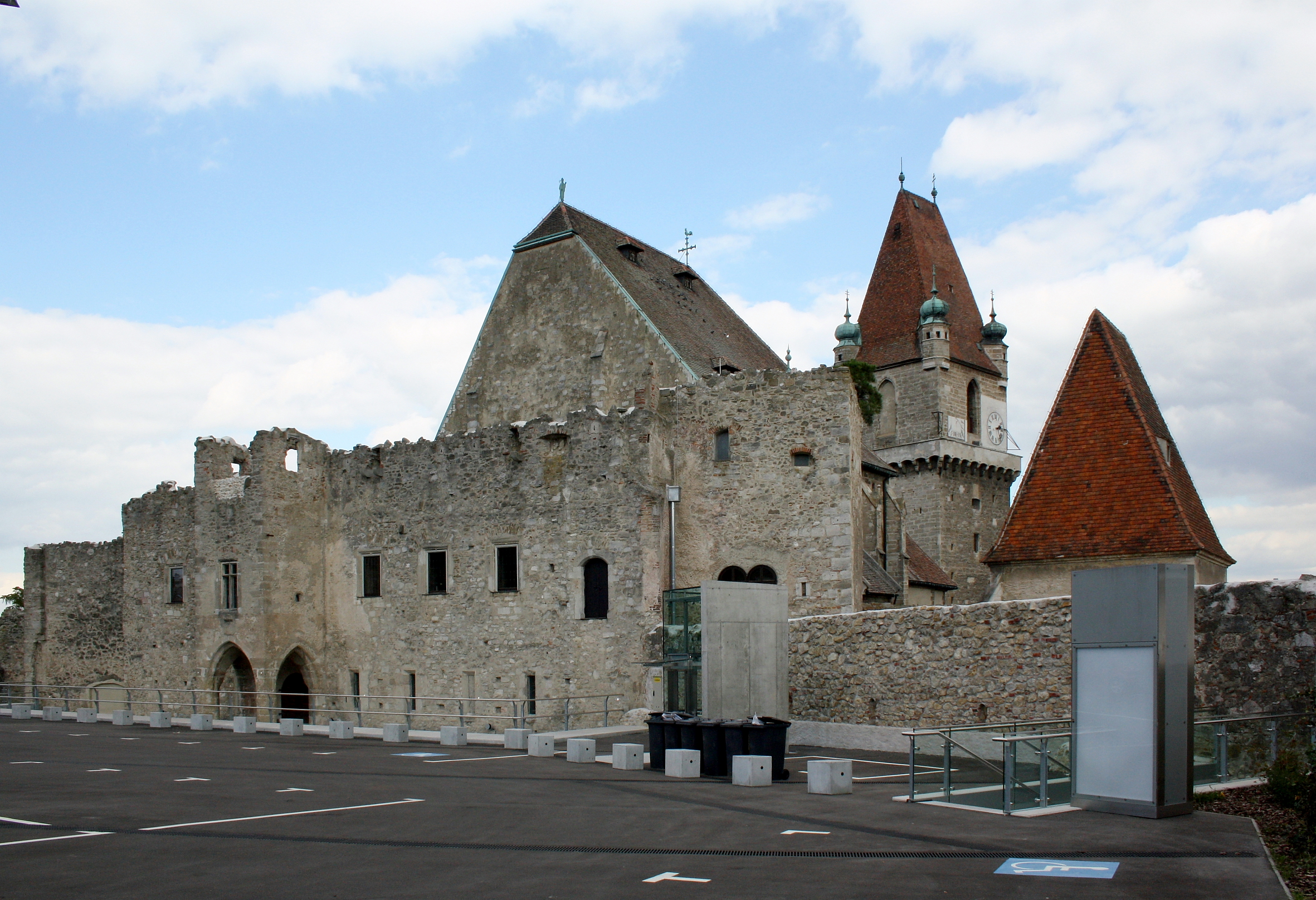
Perchtoldsdorf

Perchtoldsdorf je hradní věž, nacházející se ve stejnojmenném městysu Perchtoldsdorf v okrese Mödling v rakouské spolkové zemi Dolní Rakousy, na hranici města Vídně.

## Poloha
Hrad leží ve středu Perchtoldsdorfu na úbočí Vídeňského lesa.

## Historie
Hrad mohl vzniknout již před rokem 1000 a byl postavený u východního okraje Vídeňského lesa na ochranu Babenberků před opakovanými uherskými vpády.
Hrad v počátku sestával z věže a několika dřevěných staveb, obehnaných palisádami a chráněný příkopem. Brzy byl hrad příliš malý a byl obydlen jen obránci místa. Jako první hradní pán byl v roce 1138 zvaný Heinricus de Pertoldesdorf. Za jeho nástupce byly dřevěné stavby nahrazeny předhradím postaveném z kamenného zdiva. Za této situace byl znovu obydlený. Byla postavena, ještě dnes stojící jižní věž. Hradní kaple ve druhém patře hradu byla postavena v roce 1217 za biskup Ulrich II. a sloužila jako farní kostel. Lenní vlastnictví Otty I. z Perchtoldsdorfu se převedlo roku 1232 na klášter Melk a později zase bylo léno zřízeno zpět. Otto I. se také zúčastnil šlechtického povstání proti Fridrichu Bojovnému. Proto byl hrad trestní výpravou zničen, takže zůstala jen podezdívka a část jižních hradeb.
Z trosek hradu se postavil kostel, zatímco Otto ve svém Kammerstein (zřícenina hradu) mohl bydlet. Nedaleko hradu byl postaven nový městský hrad, který hlavně sloužil jako správní centrum v jihovýchodním koutu dnešního náměstí. Otto II, který později bojoval v bitvě u Dürnkrutu a Jedenspeigenu (1278) na straně Rudolfa Habsburského nechal hrad znovu postavit. Kolem roku 1270 mohla být hlavní část hradu dokončena.
Otto III. z Perchtoldsdorfu se také částečně účastnil povstání šlechty, proto všechny hrady, tedy i kmenový hrad, kterým byl městský hrad, byly vévodou Albrechtem I. kolem roku 1290 opět zničeny. Otto zemřel pravděpodobně ve vězení.
Smrtí bratra Otto III, Heinricha IV., Perchtoldsdorfové vymřeli a hrad dostal klášter Melk jako léno od vévody Rakouského. Hrad byl znovu vybudován a byl obyvatelný. Stavebním slohem byla tehdy upřednostněna gotika. Byla postavena příznačná kašna v rámci hradu a postavena tzv. vévodova kaple jako přístavba k farnímu kostelu.
Hrad byl využit jako vdovské sídlo rakouské vévodkyně. První hradní paní byla Alžběta z Virneburgu, vdova po vévodovi Heinrichovi. V příštích desetiletích bylo na hradě několik vévodkyň, rovněž i vévodkyně Beatrix, která nechala postavit v Perchtoldsdorfu nemocnici a dnes ještě sloužící nemocniční kostel.
Při rozmíšce mezi císařem Fridrichem III. a jeho bratrem Albrecht VI. byl hrad jako místo dějiště svárů, zrovna tak, jako při následných vpádech Uhrů. Když byli Uhři v roce 1490 konečně odbyti, byl hrad také zase zcela zničený, takže arcivévoda Maxmilián neměl o hrad žádný zájem a prodal jej na Manngen von Höhenberg.
V důsledku hrozících tureckých vpádů se obyvatelé z Perchtoldsdorfu a okolí směřovali do opevněného místa. Okna byla nahrazena střílnami a okružní hradba byla okolo zpevněna. Zatímco náměstí při prvním tureckým obléháním bylo vypáleno, obyvatelé se útoku ubránili na hradě. Ve druhém hradním nádvoří byl zřízen hřbitov.
Roku 1605 musel hrad opět poskytnout ochranu, když se přibližoval Štěpán Bočkaj s hajduky. Při druhém obléhání Vídně v roce 1683 byl hrad ve špatném stavu, proto byl opět vypálen. V roce 1794 se zbortila vnitřní hradní zeď a spadla dolů i kolem paláce, protože se o ně nikdo nestaral. Později byl celý hrad odstraněn, kvůli získání zemědělských ploch.
Roku 1871 byla jižní věž opět opravena a věnována jako pracovna pro Josef Hyrtla. Po jeho smrti byly tyto prostory využity na několik let jako muzeum. Nový, dnešní hřbitov Perchtoldsdorfský hřbitov byl otevřen v roce 1883. V roce 1928 byla opravena zbrojnice a po regionální výstavě dána k dispozici skautům jako spolková místnost.

## Dnešní stav
Nad sálem v paláci byla v roce 1958 provedena obnova střechy a roku 1964 bylo dřívější obytné křídlo domu rekonstruované na kulturní centrum.
Od roku 1976 je hradní nádvoří využíváno každoročně pro letní divadlo. Když roku 2008 se prováděly stavební práce, vypadla divadelní sezóna. V červnu 2010 je hrad opět otevřený, přičemž staré části stavby zůstávají a podzemní organizační síň, jakož i nový Foyer je přebudován pro možnost bezbariérového vstupu.